# Petersham (Massachusetts)
Petersham è un comune di 1 234 abitanti della contea di Worcester nello stato del Massachusetts.